# Jelača
Jelača (en serbe cyrillique : Јелача) est un village de Serbie situé dans la municipalité de Priboj, district de Zlatibor. Au recensement de 2011, il comptait 159 habitants.

## Démographie
| 1948 | 1953 | 1961 | 1971 | 1981 | 1991 | 2002 | 2011 |
| ---- | ---- | ---- | ---- | ---- | ---- | ---- | ---- |
| 367  | 414  | 461  | 436  | 393  | 298  | 254  | 159  |

|  |